# Faitout Maouassa
Christ-Emmanuel Faitout Maouassa (* 6. Juli 1998 in Villepinte) ist ein französischer Fußballspieler.

## Karriere

### Verein
Maouassa begann seine Karriere beim Val D’Argenteuil ASC. Zwischen 2010 und 2013 spielte er beim RFC Argenteuil. 2013 kam er in die Jugend der AS Nancy. Im Februar 2015 debütierte er für die B-Mannschaft von Nancy in der fünfthöchsten französischen Spielklasse, als er am zwölften Spieltag der Saison 2014/15 gegen den Sarreguemines FC in der 70. Minute für Victor Mayard eingewechselt wurde. Im August 2015 debütierte er für die Profis von Nancy in der Ligue 2, als er am ersten Spieltag der Saison 2015/16 gegen den FC Tours in der 60. Minute für Maurice Dalé ins Spiel gebracht wurde. Im selben Monat erzielte er bei einem 2:2-Remis gegen Olympique Nîmes sein erstes Tor in der zweiten französischen Liga. Zu Saisonende stieg er mit Nancy in die Ligue 1 auf. Bis Saisonende kam er zu vier Einsätzen in der Ligue 2. Nach dem Aufstieg gab er im Oktober 2016 sein Debüt in der Ligue 1, als er am achten Spieltag der Saison 2016/17 gegen den OSC Lille in der Startelf stand und in der 54. Minute durch Issiar Dia ersetzt wurde. Sein erstes Tor in der höchsten französischen Spielklasse erzielte Maouassa im März 2017 bei einer 3:2-Niederlage gegen den FC Lorient. Zu Saisonende stieg er mit Nancy wieder in die Ligue 2 ab. Daraufhin wechselte er zur Saison 2017/18 zum Erstligisten Stade Rennes. In seiner ersten Saison bei Rennes absolvierte er 19 Spiele in der Ligue 1, in denen er ohne Treffer blieb. Im August 2018 wurde er an den Ligakonkurrenten Olympique Nîmes verliehen. Ende August 2021 wechselte Maouassa kurz vor Ende des Transferfensters zum belgischen Erstdivisionär FC Brügge, bei dem er einen Vertrag mit einer Laufzeit von vier Jahren unterschrieb. Insgesamt bestritt er 7 von 34 möglichen Ligaspielen sowie je ein Pokal- und Champions-League-Spiel in dieser Saison für Brügge. Sein letzter Einsatz war am 19. November 2021 im Ligaspiel gegen den KV Mechelen. Der Verein gewann am Ende der Spielzeit die belgische Meisterschaft. Zur Saison 2022/23 wurde er dann vom FC Brügge an den französischen Erstligisten HSC Montpellier verliehen. Im Anschluss kehrte er nicht nach Belgien zurück, sondern wurde an den RC Lens weiterverliehen. Diese Leihe endete dann in der folgenden Winterpause wieder und seit Januar 2024 steht er leihweise beim Erstligisten FC Granada in Spanien unter Vertrag.

### Nationalmannschaft
Maouassa spielte im Dezember 2014 erstmals für eine französische Jugendnationalauswahl. Mit der U-17-Auswahl wurde er 2015 Europameister und nahm im selben Jahr auch an der WM teil, wo Frankreich im Achtelfinale ausschied. Mit der U-19-Mannschaft gewann er 2016 ebenfalls die Europameisterschaft. Mit der U-20-Auswahl nahm er 2017 an der Weltmeisterschaft teil und erreichte dort mit seinem Team das Achtelfinale. Von 2019 bis 2021 bestritt er dann noch sechs Partien für die U-21-Nationalmannschaft.

## Erfolge
FC Brügge
- Belgischer Meister: 2022

Frankreich
- U19-Europameister: 2016